# 金学俊 (1922年生)

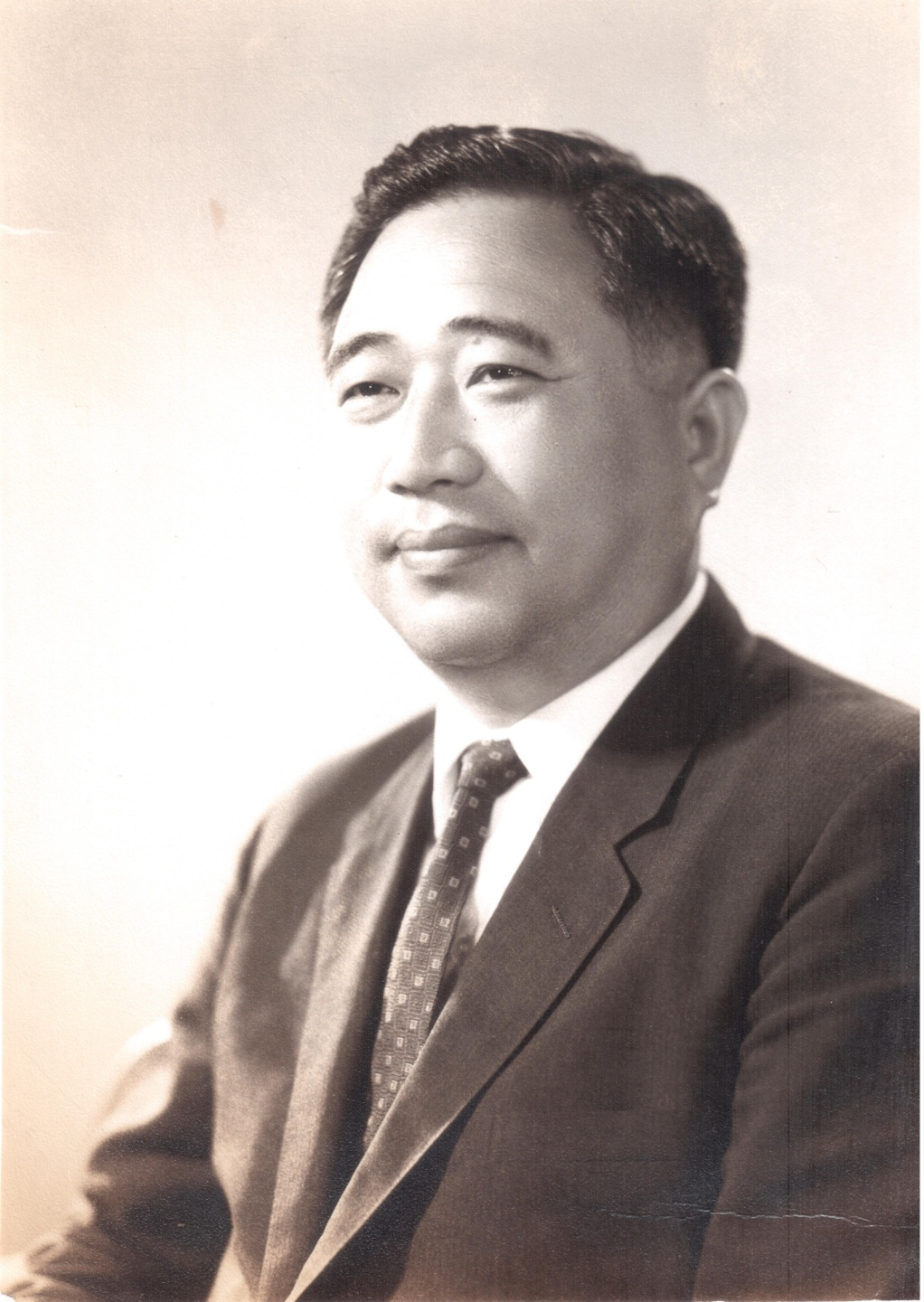
1960年

金 学俊（キム・ハクチュン、朝鮮語: 김학준、1922年11月24日 - 2004年8月16日）は、大韓民国の教員、政治家。第4・5代韓国国会議員。
本貫は慶州金氏。カトリック教徒。

## 経歴
奉天市（現・瀋陽市）または忠南公州郡出身。正安公立普通学校、養正中学校卒。大田師範学校（現・公州教育大学校）講習科修了後、唐津郡機池市里の初等学校の教員を務めた。全国カトリック学生会総会長を経て、京城経済専門学校（現・ソウル大学校）2年修了、ソウル大学校文理科大学社会学科卒。その後は公州師範大学附属中学校（現・国立公州大学校師範大学附設中学校）講師、公州師範大学（現・公州大学校）専任講師・助教授、第4・5代国会議員、民主党中央常務委員・政策委員会副議長、第2共和国の初代逓信部政務次官を務めた。5・16軍事クーデター以後は新韓党党務委員、大韓建設協会理事長・常勤副会長を務めた。
2004年8月16日、持病によりソウル市の江南聖母病院で死去。享年82。